# Gornja Purgarija
Gornja Purgarija – wieś w Chorwacji, w żupanii zagrzebskiej, w gminie Klinča Sela. W 2011 roku liczyła 82 mieszkańców.